# Atherton Tableland
Het Atherton Tableland is een hoogvlakte ten zuidwesten van Cairns in de Australische deelstaat Queensland. De hoogte van het Atherton Tableland bedraagt tussen de 600 en 900 meter. Het Atherton Tableland maakt deel uit van het Groot Australisch Scheidingsgebergte, dat parallel aan de Australische oostkust loopt. De belangrijkste rivier in het gebied is de Barron river, met een stuwdam waarachter het Tinaroomeer ligt.
De belangrijkste plaatsen zijn Atherton, Yungaburra, Mareeba, Malanda en Millaa Millaa.
In Yungaburra staat de Curtain Fig Tree. Hier is een door een wurgvijg omgroeide boom omgevallen op een andere boom. De 15 meter lange luchtwortels van de wurgvijg zien eruit als een gordijn.
De streek rond Malanda is een centrum van melkveehouderij. De melk die hier wordt geproduceerd, wordt door heel Australië geleverd.